# ドンベヤ・バージェシアエ
- Dombeya burgessiae
- ドムベヤ・ブルゲッシアエ[1]
- ドンベア・バーゲッシュアエ[2]
- ドンベア・ブルゲッシアエ[2]
- ドンベヤ・バージェシアエ[3][4]
- ドンベヤ・バージェシー[3]
- ドンベヤ・バージェッシアエ[5]
- ドンベヤ・ブルゲシアエ[5][6]
- ドンベヤ・ブルゲッシアエ[7]

ドンベヤ・バージェシアエ（Dombeya burgessiae Gerr. ex Harv. & Sond.）とは、アオイ科（クロンキスト体系ではアオギリ科）ドンベヤ属（ドムベヤ属）の常緑樹の一種である。原産地はアフリカである（参照: #分布）が、日本のような温帯でも栽培し、屋根のない場所で越冬させることも可能である（参照: #利用）。自家受粉するが、香りや蜜を出してハチを惹きつけるといった虫媒花としての性質も有する（参照: #特徴）。

## シノニム
The Plant List (2013) と Hassler (2018) では以下に挙げるものが本種のシノニムとされている。
- Assonia burgessiae (Gerrard ex Harv.) Kuntze
- Assonia calantha Stuntz
- Assonia sparmannioides Hiern
- Dombeya angulata Mast.
- Dombeya antunesii Exell & Mendonça
- Dombeya auriculata K.Schum.
- Dombeya burgessiae var. crenulata Szyszył.
- Dombeya burttii Exell
- Dombeya calantha K.Schum.
- Dombeya concinna K.Schum.
- Dombeya dawei Sprague
- Dombeya endlichii Engl. & K.Krause
- Dombeya gamwelliae Exell
- Dombeya globiflora Staner
- Dombeya greenwayi Wild
- Dombeya johnstonii Baker[9]
- Dombeya kindtiana De Wild.
- Dombeya lasiostylis K.Schum.
- Dombeya mastersii Hook.f.（ドムベヤ・マステルシイ）- T・マスターズ（英語版）（T. Masters）[注 1]という人物により発表された[10]。
- Dombeya nairobensis Engl.
- Dombeya nyasica Exell
- Dombeya parvifolia K.Schum.
- Dombeya platypoda K.Schum.
- Dombeya rosea Baker f.
- Dombeya sparmannioides (Hiern) K.Schum.
- Dombeya sphaerantha Gilli
- Dombeya tanganyikensis Baker
- Dombeya trichoclada Mildbr.
- Dombeya velutina De Wild. & Staner

このほか Hassler (2018) では Dombeya elegans K.Schum. も本種のシノニム扱いとされているが、The Plant List (2013) ではこれは非合法名で、Dombeya tiliacea (Endl.) Planch. のシノニムと判断されている。

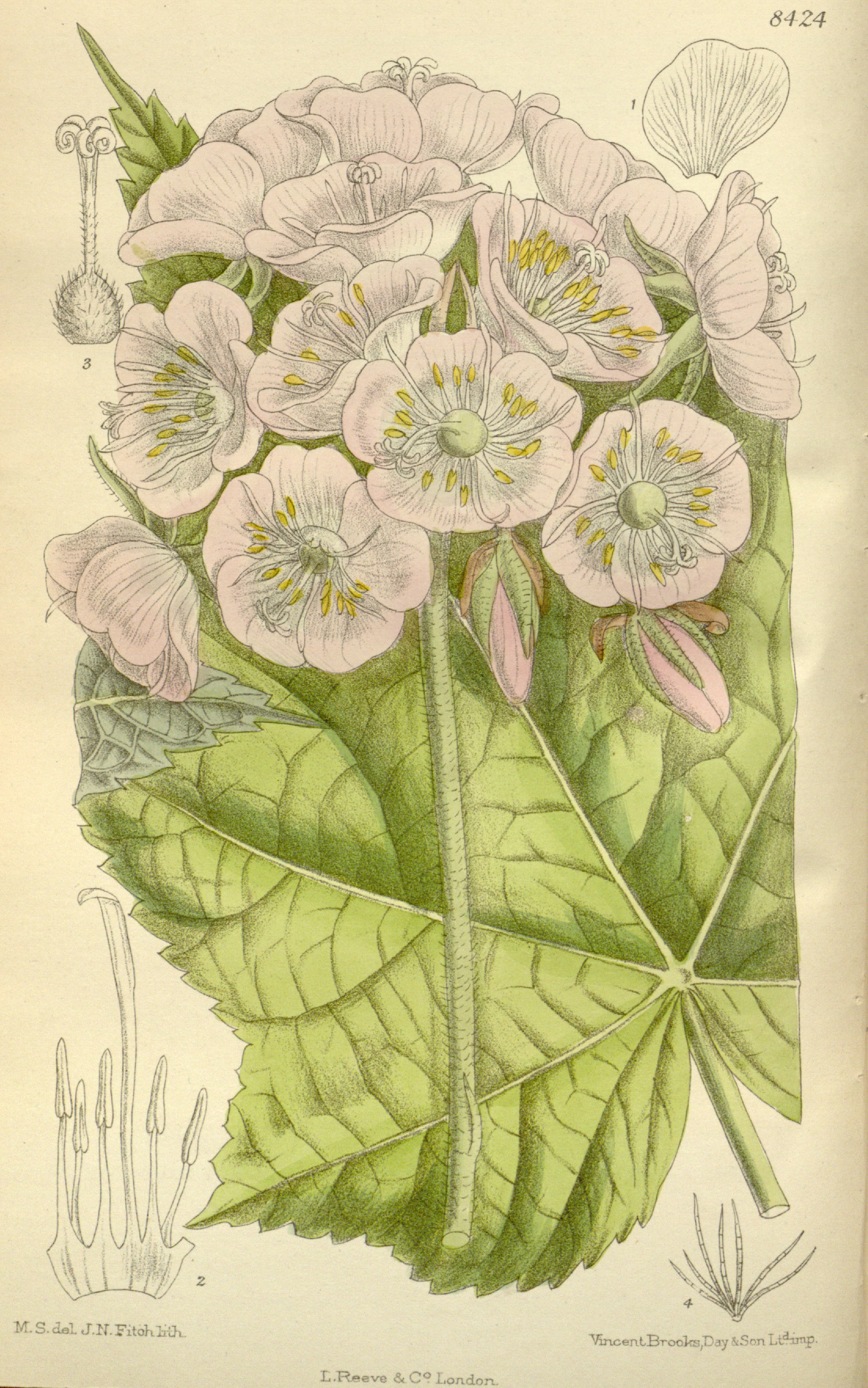
シノニムの一つ、Dombeya calantha K.Schum. の図版
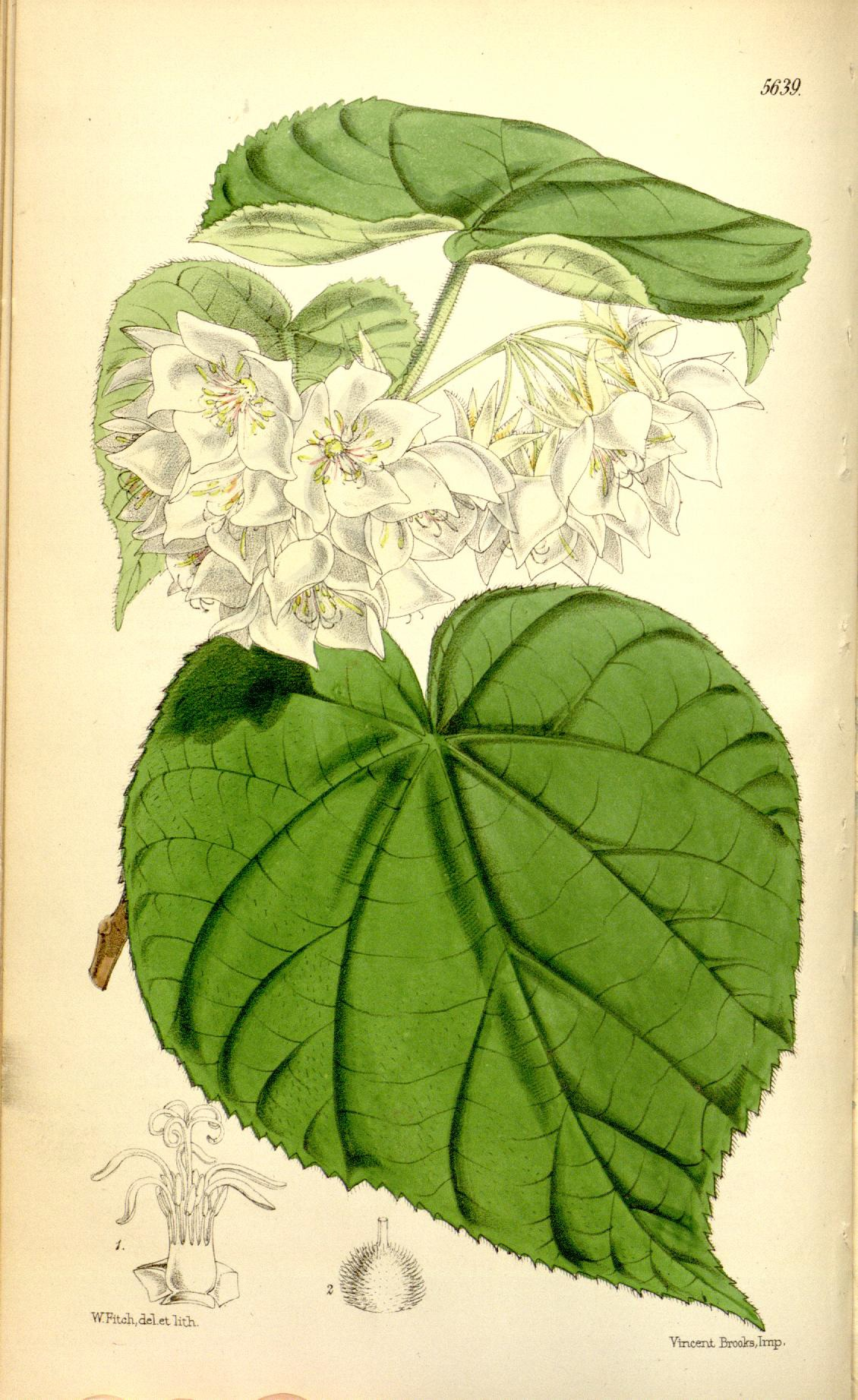
シノニムの一つ、D. mastersii Hook.f.（ドムベヤ・マステルシイ）の図版

## 分布
アンゴラ、ウガンダ、ケニア、コンゴ民主共和国の東部および南東部、ザンビア、ジンバブエ、スワジランド、タンザニア、マラウイ、南アフリカ（クワズール・ナタール州、ムプマランガ州、リンポポ州）、南スーダン、モザンビーク、ルワンダに自生し、原産地は南アフリカ東部である。ただし、シノニムであるドムベヤ・マステルシイが採取されたのはアビシニア（現在のエチオピア）や、Chopeh という場所から北方のナイル河岸である。
また、インド（アンダマン諸島やニコバル諸島を含む）、コロンビア、トリニダード・トバゴ、フィジー、ミャンマーにも移入されている。

## 特徴
ケニアで見られるものは最高でも5メートルの小低木であるが、10メートルほどの個体も存在する。
葉は大きく長さ約30センチメートルで時に3裂し、上部と下部が毛に覆われ、長い葉柄を持ち形は広卵型、基部が心臓型で先端が鋭く、縁には小鋸歯がある。
花は直径約2あるいは3-4センチメートルで受け皿状、散房花序か集散花序あるいは円錐花序で5弁の白色あるいは紅色か、白色に紅色の筋が入った花20個ほどがやや大きめの花房をつくり、葉腋から下垂して咲く。15本の雄蕊（雄しべ）があるが、そのうち内側の5本は大きく、後述する仮雄蕊と同じ輪生体の一部を形成し、葯の直下の花糸が膝状に湾曲し、葯がわずかに外側に折れ曲がるようにしている。残りの10本の雄蕊は少し小さめで花糸が完全に直立しており、外側の輪生体を形成し、内側の雄蕊や仮雄蕊と互い違いになっている。葯が退化した細いへら状の仮雄蕊は5本存在する。花の中で長い雄蕊が短い雄蕊の花粉を雌蕊（雌しべ）の柱頭に運んで自家受粉するため、他家受粉は起こらないとされる。しかし一般的に自家受粉する植物の花は蜜も香りも出す必要がないとされるにもかかわらず、ドンベヤ・バージェシアエは芳香を持ち、ミツバチを惹きつける。ケンブリッジ大学植物園の温室におけるドンベヤ・バージェシアエの観察結果が記録された Yeo (1993) もドンベヤ・バージェシアエの花はハチを好む性質を持ち、蜜が花弁の付け根に蓄えられているとしているが、同時にハチたちが花に集まるからといって彼らを本来の花粉媒介者らしき指標と見做すことはできないとも述べられている。

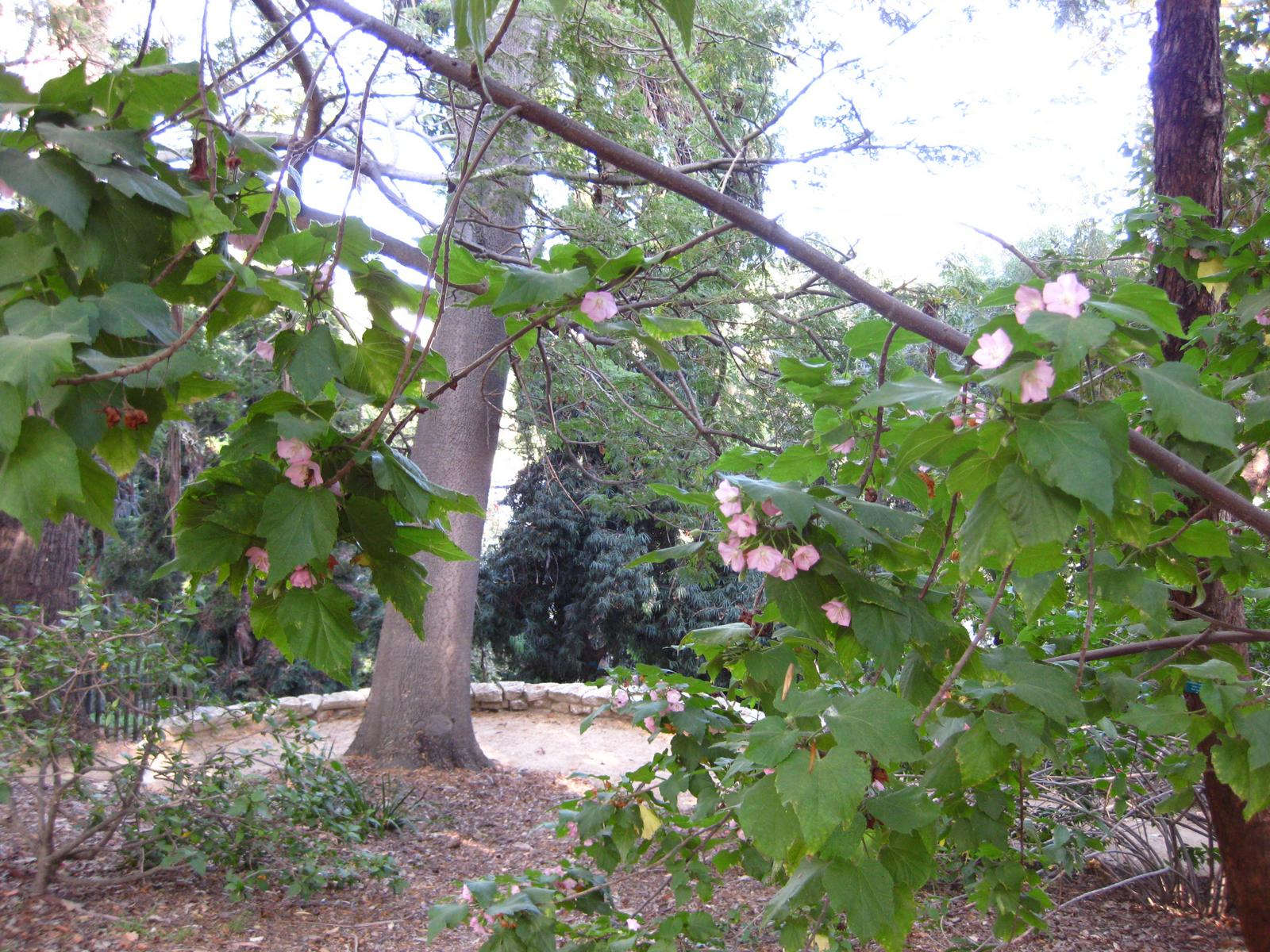
全体（手前）
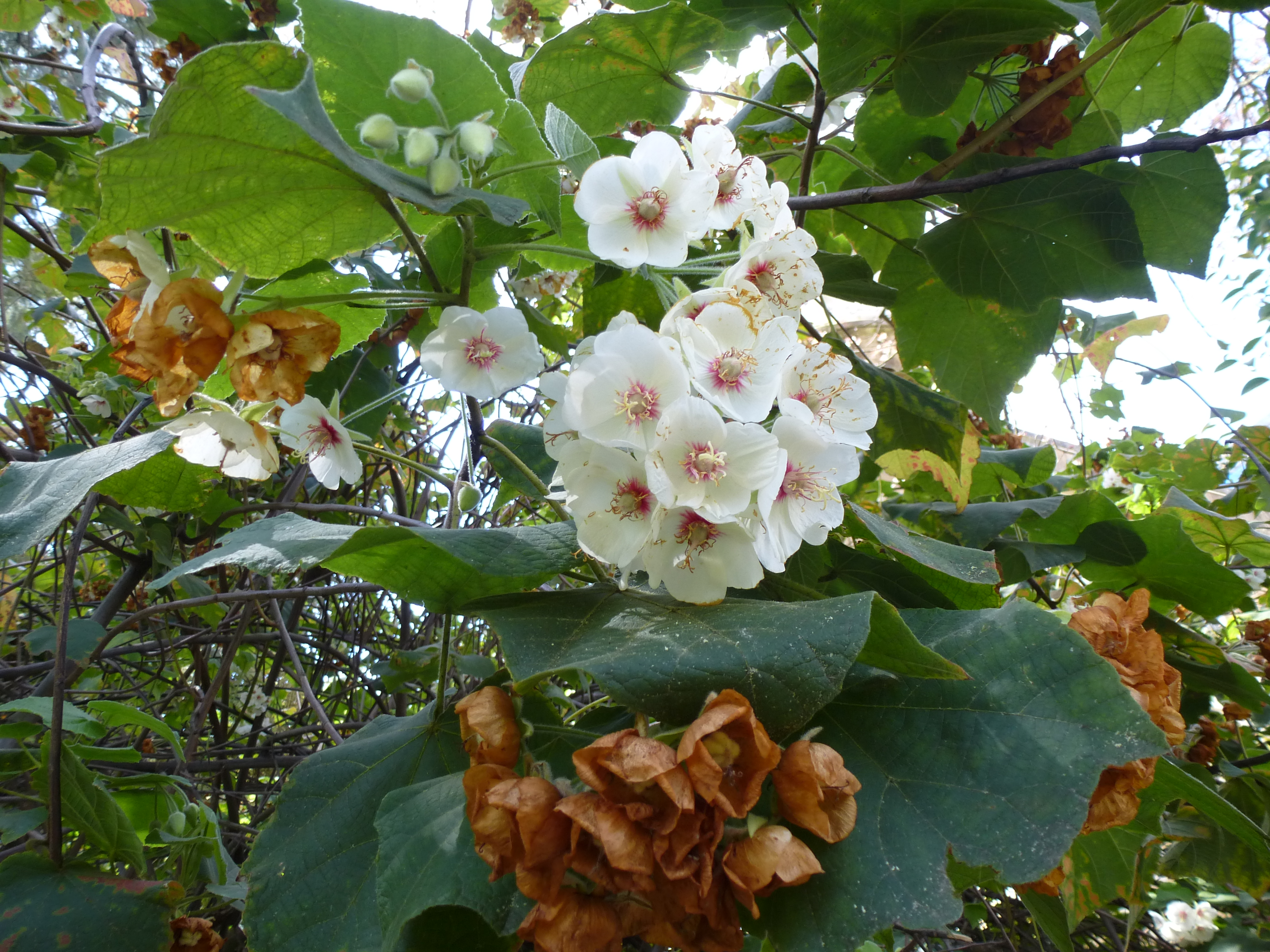
花序
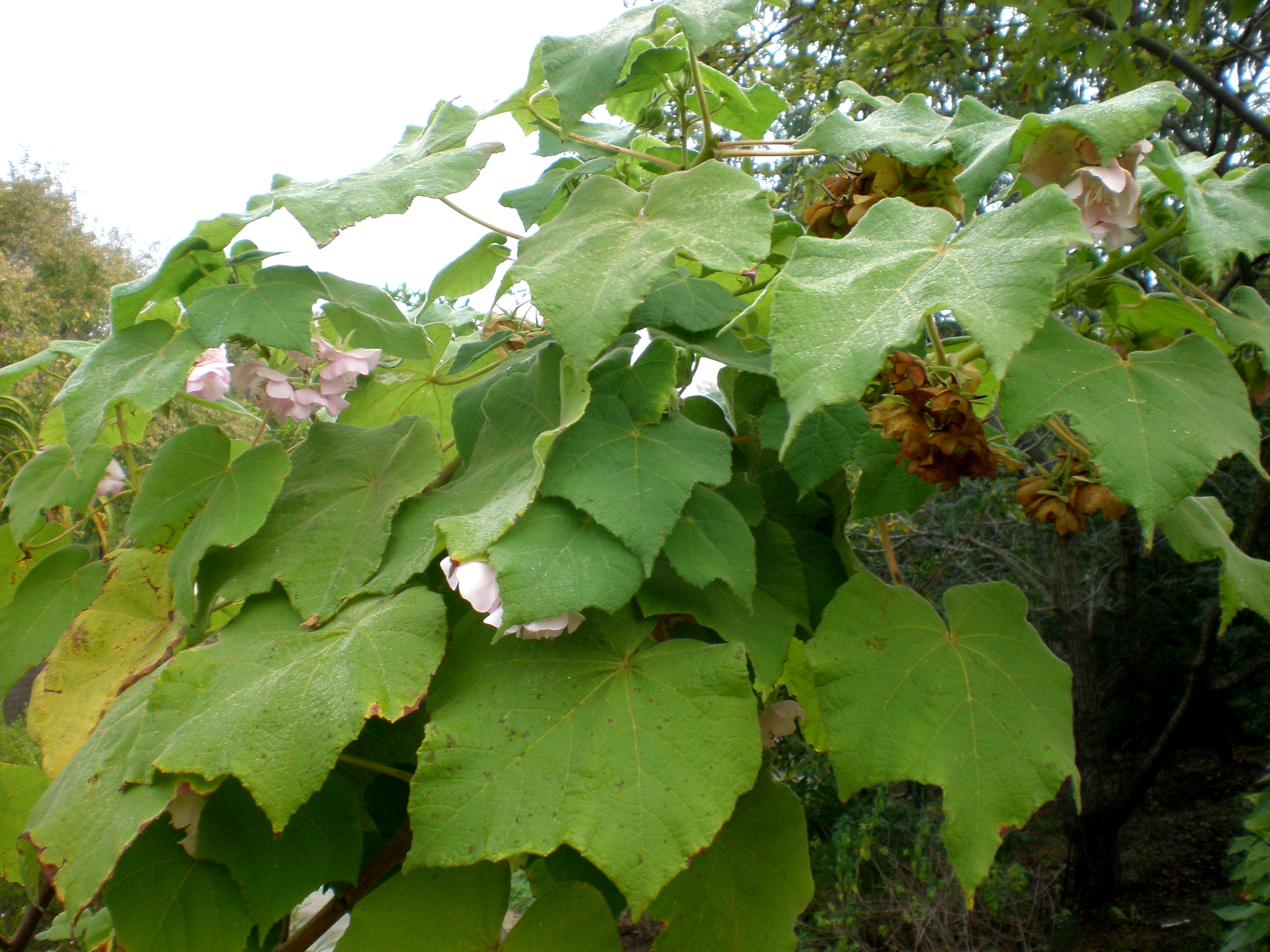
葉
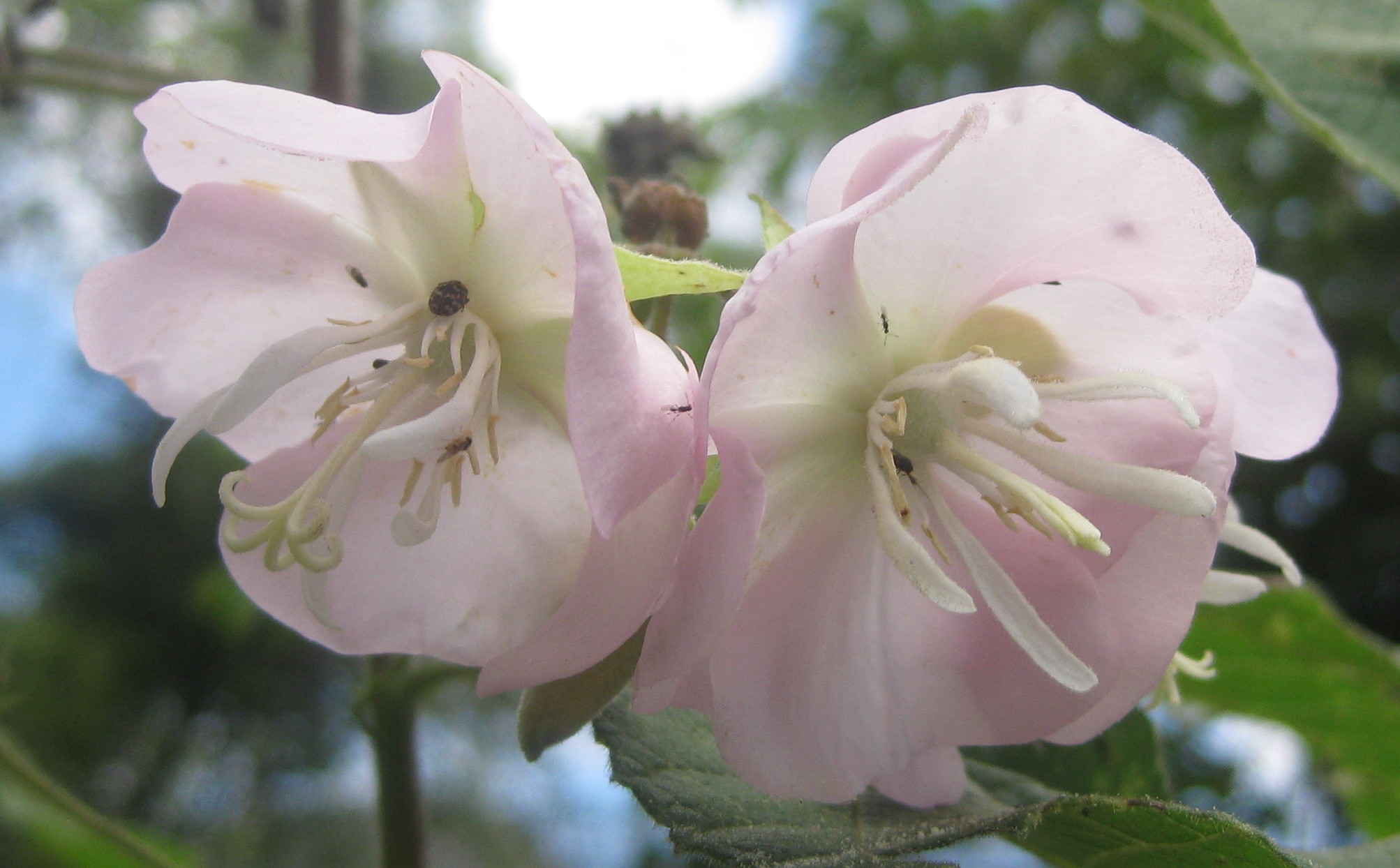
花
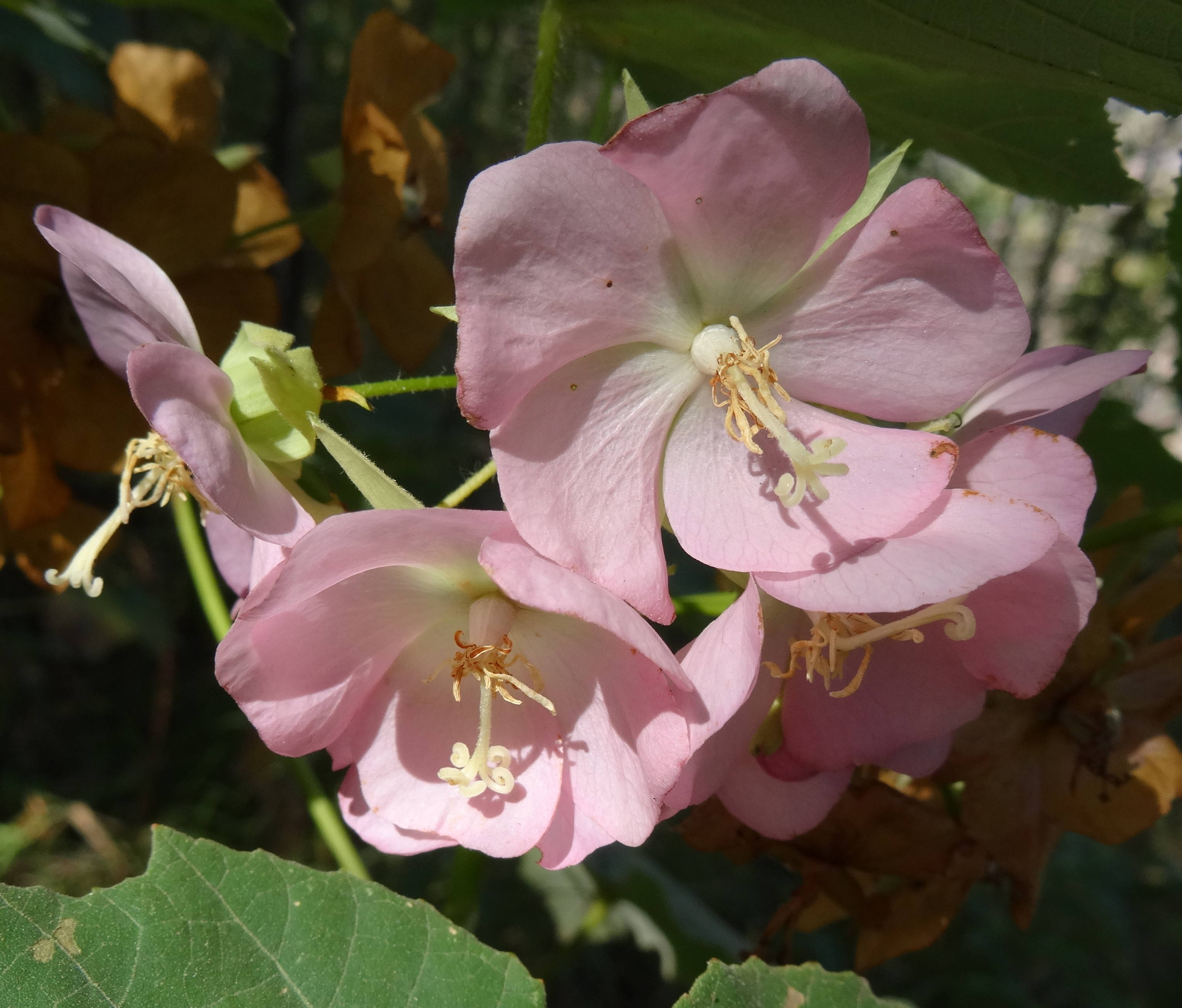
花
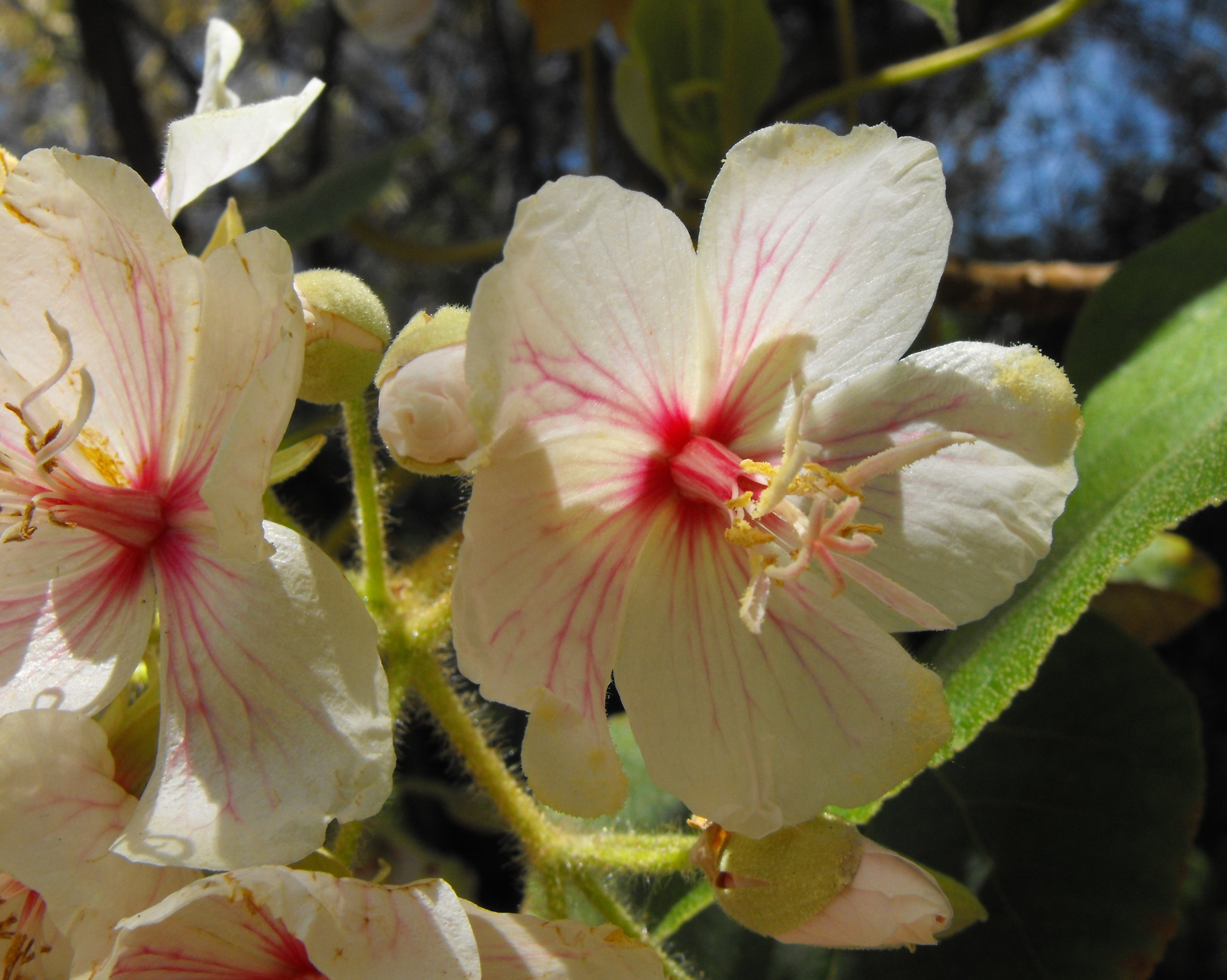
花

## 利用
ケニアのキクユ人の間で本種は同属の Dombeya torrida（シノニム: D. goetzenii）とともに mũkeũ（モケオ）として知られ、樹皮の強靭な繊維から紐が作られ、かつて行われていた新生児誕生の儀式においてはその紐は臍の緒を切る際に臍の緒を縛って固定する役割を果たしていた。また、根は胸にくる風邪（ただし気管支炎ではない。キクユ語: rũhayo）の際にアオイ科フヨウ属の Hibiscus fuscus（キクユ語: mũgere モゲレ）やマキ科のアフリカマキ（Afrocarpus gracilior、シノニム: Podocarpus gracilior）もしくは同マキ属の Podocarpus milanjianus（以上2つともキクユ語: mũthengera モゼンゲラ）の根、そしてムラサキ科カキバチシャノキ属のコルディア・アフリカーナ（Cordia africana; キクユ語: mũringa モリンガ）の根の皮とともに煮沸され、その湯で作られたモロコシ粉の薄い粥が患者に与えられていた。
ドンベヤ・バージェシアエは日本にも同属のドンベヤ・ウォリッキー（D. wallichii、種小名はウァリチーやウァリキイとも）とともに花木として出回ってきており、寒さにも比較的強く、関東南部以南であれば露地で越冬させることも可能である。バージェシアエ種とウォリッキー種からは種間雑種としてカイオイキシイ種（D. × cayeuxii André）が生み出され、園芸品種として扱われる。

## 諸言語における呼称
ケニア:
- キクユ語: mũkeũ（モケオ）[17]
- ナンディ語（Nandi）: silipchet /sílìp-céːt/（スィリプチェート）- 同属の D. torrida（シノニム: D. goetzenii）も指す[20]。
- ルオ語: owich -〈紐〉を意味し、そこから本種やウオトリギ属（Grewia）、フヨウ属、ラセンソウ属（英語版）の Triumfetta tomentosa（以上全てAPG IVではアオイ科）といった紐作りに用いられる植物を指すようになった[21]。